# V361 Андромеды
V361 Андромеды (лат. V361 Andromedae), HD 6859 — кратная звезда в созвездии Андромеды на расстоянии приблизительно 803 световых лет (около 246 парсеков) от Солнца. Возраст звезды определён как около 0,5 млрд лет.

## Характеристики
Первый компонент (TYC 2799-516-1) — жёлто-белая пульсирующая переменная звезда типа Дельты Щита (DSCTC)* спектрального класса F0. Видимая звёздная величина звезды — от +7,83m до +7,79m. Масса — около 2,306 солнечных, радиус — около 4,508 солнечных, светимость — около 38,603 солнечных. Эффективная температура — около 6750 K.
Второй компонент — коричневый карлик. Масса — около 13,92 юпитерианских. Удалён на 1,976 а.е..
Третий компонент (TYC 2799-516-2).
Четвёртый компонент (CCDM J01098+3807B). Видимая звёздная величина звезды — +11,6m. Удалён на 2,9 угловых секунды.